# Willersalpe
Le Willersalpe est un refuge de montagne dans les Alpes d'Allgäu.

## Géographie
Le Willersalpe se trouve près de la source du Willersbach, dans une petite dépression de la vallée de l'Ostrach, entre le Ponten (2 045 m), le Zirleseck (1 875 m), le Zerrerköpfle (1 945 m) et le Gaishorn (2 247 m).

## Histoire
L'alpage subit un incendie à la fin de la Seconde Guerre mondiale. Le refuge est reconstruit en 1947. Il est toujours ravitaillé de manière traditionnelle à cheval.

## Accès
- Depuis Hinterstein : environ une heure et demie de marche.
- D'Oberjoch par l'Iseler, le Bschießer et le Ponten : environ trois heures et demie de marche.
- Depuis la vallée de Tannheim.
- Par le Jubiläumsweg : vers le Prinz-Luitpold-Haus (8 heures), vers le refuge de Landsberg (5 heures).

## Sommets à proximité
- Gaishorn (2 247 m)
- Rauhhorn (2 241 m)
- Ponten (2 045 m)
- Bschießer (2 000 m)
- Rohnenspitze (1 990 m)